# Formiga (tiểu vùng)
Formiga là một tiểu vùng thuộc bang Minas Gerais, Brasil. Tiều vùng này có diện tích 4564 km², dân số năm 2007 là 144856 người.